# Yann Rolim
Yann Del Pino Rolim (Osório, 15 marzo 1995) è un calciatore brasiliano, centrocampista del Caxias.

## Caratteristiche tecniche
È un trequartista.

## Carriera
Cresciuto nelle giovanili della Chapecoense, ha esordito in prima squadra l'8 settembre 2013 in occasione del match di Série D vinto 3-1 contro il Londrina.

## Statistiche

### Presenze e reti nei club
Statistiche aggiornate al 7 agosto 2018.
| Stagione        | Squadra         | Campionato      | Campionato | Campionato | Coppe nazionali | Coppe nazionali | Coppe nazionali | Coppe continentali | Coppe continentali | Coppe continentali | Altre coppe | Altre coppe | Altre coppe | Totale | Totale | Totale |
| Stagione        | Squadra         | Comp            | Pres       | Reti       | Comp            | Pres            | Reti            | Comp               | Pres               | Reti               | Comp        | Pres        | Reti        | Pres   | Reti   |        |
| --------------- | --------------- | --------------- | ---------- | ---------- | --------------- | --------------- | --------------- | ------------------ | ------------------ | ------------------ | ----------- | ----------- | ----------- | ------ | ------ | ------ |
| 2013            | Juventude       | PD/RS+D         | 0+1        | 0          | CB              | 0               | 0               |                    | -                  | -                  |             | -           | -           | 1      | 0      |        |
| 2014            | Juventude       | PD/RS+C         | 11+4       | 1+0        | CB              | 0               | 0               |                    | -                  | -                  |             | -           | -           | 15     | 1+0    |        |
| 2014-2015       | Vitória Setúbal | PL              | 10         | 0          | CP+CdL          | 0+2             | 0               |                    | -                  | -                  |             | -           | -           | 12     | 0      |        |
| 2015-2016       | FSV Francoforte | 2L              | 15         | 2          | CG              | 0               | 0               |                    | -                  | -                  |             | -           | -           | 15     | 2      |        |
| 2016-2017       | Karlsruhe       | 2L              | 20         | 1          | CG              | 1               | 0               |                    | -                  | -                  |             | -           | -           | 21     | 1      |        |
| 2017-2018       | Aalborg         | SL              | 17         | 2          | CD              | 2               | 1               |                    | -                  | -                  |             | -           | -           | 19     | 3      |        |
| 2018            | Chapecoense     | PD/SC+A         | 0+4        | 0          | CB              | 2               | 0               |                    | -                  | -                  |             | -           | -           | 6      | 0      |        |
| Totale carriera | Totale carriera | Totale carriera | 19         | 0          |                 | 4               | 1               |                    | 1                  | 0                  |             | -           | -           | 24     | 1      |        |